# 2010
2010 (số La Mã: MMX) là một năm bắt đầu vào ngày thứ Sáu theo lịch Gregory. Đây là năm đầu tiên của thập niên 2010. Theo âm lịch Trung Hoa, phần lớn các ngày của năm 2010 nằm trong năm Canh Dần.

## Sự kiện

### Tháng 1
- 1 tháng 1: Croatia dự kiến gia nhập Liên minh châu Âu.
- 4 tháng 1: Dự kiến hoàn thành tháp Burj Dubai tại Dubai, Các Tiểu Vương quốc Ả Rập Thống nhất. Nó sẽ là một kết cấu nhân tạo cao nhất thế giới.
- 12 tháng 1: Xảy ra trận động đất ở Haiti với độ lớn 7,0 Mw, ước tính khoảng 150.000 đến 200.000 người chết [1].
- 15 tháng 1: Xảy ra hiện tượng nhật thực hình khuyên ở Châu Á và Châu Phi vào khoảng 14 giờ 22 phút đến 16 giờ 58 phút (giờ Việt Nam).
- 25 tháng 1: Loạt phim hoạt hình Quà tặng cuộc sống lên sóng số đầu tiên.

### Tháng 2
- 27 tháng 2: Trận động đất ở Chile với độ lớn 8,8Mw, là trận động đất lớn nhất trong 50 năm gần đây của đất nước này.
- 12 – 28 tháng 2. Thế vận hội Mùa đông 2010 tổ chức tại Vancouver và Whistler, Canada

### Tháng 3
- 26 tháng 3: Tàu ROKS Cheonan (PCC-772) của Hàn Quốc bị chìm

### Tháng 4
- 3 tháng 4: Chiếc iPad đầu tiên của Apple phát hành tại Mỹ
- 5 – 11 tháng 4: Giải vô địch bóng đá trong nhà Đông Nam Á 2010 tổ chức tại Việt Nam, đội tuyển bóng đá trong nhà quốc gia Indonesia lần đầu tiên giành chức vô địch.
- 8 tháng 4: Hiệp ước Cắt giảm Vũ khí Chiến lược (Start) mới giữa Mỹ và Nga được Barack Obama và Dmitry Medvedev ký kết.
- 10 tháng 4: Vụ rơi máy bay Tu-154 của Không quân Ba Lan năm 2010 gây ra tử vong của hàng loạt quan chức cấp cao của Ba Lan, trong đó có Tổng thống Ba Lan Lech Kaczyński

### Tháng 5
- 14 tháng 5: Supercell chính thức thành lập.

### Tháng 6
- 11 tháng 6 – 11 tháng 7: Giải vô địch bóng đá thế giới 2010 tổ chức tại Nam Phi, đội tuyển bóng đá quốc gia Tây Ban Nha lần đầu tiên giành chức vô địch.

### Tháng 7
- 13 tháng 7 – 1 tháng 8: Giải vô địch bóng đá nữ U-20 thế giới 2010 tổ chức tại Đức, đội tuyển bóng đá U-20 nữ quốc gia  Đức lần thứ 2 giành chức vô địch.
- 13 tháng 7: Microsoft chính thức dừng mọi hỗ trợ kỹ thuật cho Windows 2000.
- 22 tháng 7: Ra mắt phim điện ảnh Đường Sơn đại địa chấn nhân kỷ niệm 34 năm thảm họa động đất năm 1976 ở Đường Sơn, Hà Bắc, Trung Quốc
- 26 tháng 7: Lũ lụt Pakistan 2010 làm khoảng 2.000 người chết.

### Tháng 9
- 5 – 25 tháng 9: Giải vô địch bóng đá nữ U-17 thế giới 2010 tổ chức tại Trinidad và Tobago, đội tuyển bóng đá U-17 nữ quốc gia Hàn Quốc lần đầu tiên giành chức vô địch.
- 5 tháng 9: Tất cả các trường từ cấp 1 tới cấp 3 đã tổ chức khai giảng năm học mới 2010-2011.
- 22 tháng 9: Nhóm nhạc Việt Nam 365 chính thức ra mắt (tan rã năm 2016).

### Tháng 10
- 4 tháng 10:
  - Tai nạn tràn bùn đỏ tại nhà máy alumin Ajka ở Hungary.
  - Việt Nam tiến hành Đại lễ 1000 năm Thăng Long - Hà Nội kể từ khi nhà Lý chính thức dời đô về Đại La và đổi tên thành Thăng Long (nay là Hà Nội) vào năm 1010.
- 13 tháng 10: 33 thợ mỏ trong vụ tai nạn mỏ Copiapó đã được cứu thoát.
- 30 tháng 10: Hoa hậu Thế giới 2010 diễn ra ở thành phố Tam Á, Hải Nam, CHND Trung Hoa.

### Tháng 11
- 12 tháng 11: Đại hội Thể thao châu Á 2010 diễn ra tại Quảng Châu (CHND Trung Hoa)
- 23 tháng 11: Triều Tiên pháo kích ở Yeonpyeong, Hàn Quốc

### Tháng 12
- Hoa hậu Trái Đất diễn ra tại Nha Trang, Việt Nam.
- 1 tháng 12 – 29 tháng 12: Giải vô địch bóng đá Đông Nam Á 2010 tổ chức tại Việt Nam và Indonesia, đội tuyển bóng đá quốc gia Malaysia lần đầu tiên giành chức vô địch.
- 14 tháng 12: Sao băng trên bầu trời.
- 21 tháng 12: Nguyệt thực toàn phần.

## Sinh

### Không rõ ngày, tháng
- Ryan's World (Ryan Kaji), YouTuber người Mỹ

## Mất
- 4 tháng 1

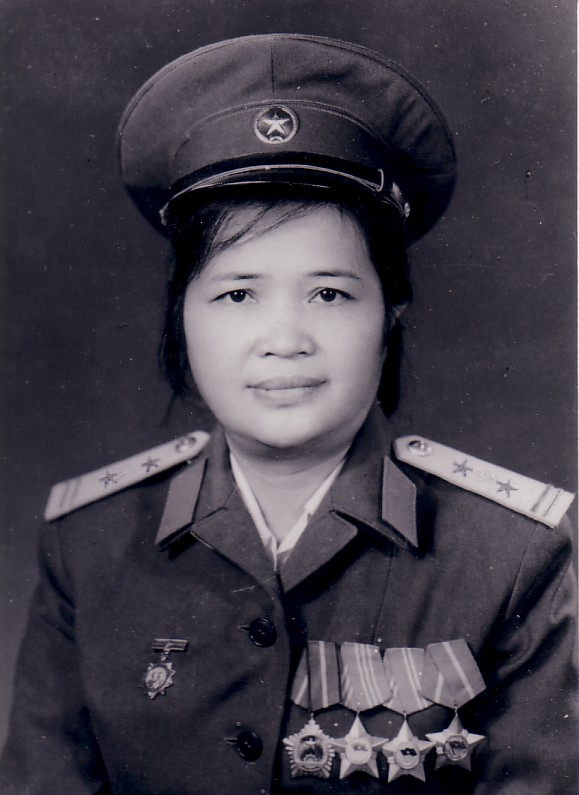
Đàm Thị Loan

Trần Văn Giàu

  - Sandro de América, ca sĩ và diễn viên người Argentina (s. 1945)[2]
  - Johan Ferrier, Tổng thống đầu tiên của Suriname (s. 1910)[3]
  - Tsutomu Yamaguchi, người sống sót sau hai quả bom nguyên tử tại Nhật Bản (s. 1916)[4]
- 10 tháng 1 – Crispin Sorhaindo, Tổng thống thứ 4 của Dominica(s. 1931)[5]
- 11 tháng 1
  - Miep Gies, nhà hoạt động nhân quyền người Hà Lan (s. 1909)[6]
  - Éric Rohmer, đạo diễn phim người Pháp (s. 1920)[7]
- 13 tháng 1 – Teddy Pendergrass, ca sĩ kiêm nhạc sĩ người Mỹ (s. 1950)[8]
- 15 tháng 1 – Marshall Warren Nirenberg, nhà s. vật học người Mỹ và từng đoạt giải Nobel (s. 1927)[9]
- 17 tháng 1
  - Jyoti Basu, chính trị gia người Ấn Độ (s. 1914)[10]
  - Erich Segal, Tác giả, nhà biên kịch và nhà giáo dục người Mỹ (s. 1937)[11]
- 22 tháng 1
  - Iskandar of Johor, vua thứ 8 của Malaysia (s. 1932)[12]
  - Jean Simmons, nữ diễn viên người Anh (s. 1929)[13]
- 24 tháng 1
  - Pernell Roberts, diễn viên người Mỹ (s. 1928)[14]
  - Đàm Thị Loan, người kéo cờ trong ngày 2/9/1945 tại quảng trường Ba Đình, phu nhân Đại tướng Hoàng Văn Thái (s. 1926)
- 18 tháng 3 - Hữu Loan, Nhà thơ Việt Nam (s. 1916)
- 1 tháng 5 - Quách Lê Thanh, Tổng Thanh tra Chính phủ Việt Nam (s. 1947)
- 17 tháng 5 - Hữu Lộc, diễn viên hài - kịch của Việt Nam (s. 1973)
- 6 tháng 6 - Đặng Xuân Kỳ, Giáo sư Triết học Việt Nam (s. 1931)
- 24 tháng 6 - Đỗ Quốc Sam, Giáo sư, Tiến sĩ Khoa học, nguyên Đại biểu Quốc hội Việt Nam, nguyên Ủy viên Ban Chấp hành Trung ương Đảng Cộng sản Việt Nam, Bộ trưởng đầu tiên của Bộ Kế hoạch và Đầu tư Việt Nam (s. 1929).
- 29 tháng 6 - Hoàng Tùng, Nhà báo Việt Nam (s. 1920)
- 17 tháng 8 - Cư Hòa Vần, một trí thức người đồng bào dân tộc H'Mông; nguyên là Chủ tịch Hội đồng Dân tộc của Quốc hội Việt Nam (s. 1935).
- 3 tháng 9 - Băng Sơn, nhà văn chuyên viết về Hà Nội (s. 1932).
- 1 tháng 10 - Y Moan, ca sĩ Việt Nam (s. 1957).
- 28 tháng 10 - Isabella Abbott, giáo sư danh dự tại Đại học Hawai'i.
- 10 tháng 12 - Nguyễn Thị Thứ, bà mẹ Việt Nam anh hùng (s. 1904).
- 16 tháng 12
  - Trần Văn Giàu, nhà hoạt động cách mạng, nhà khoa học, nhà nghiên cứu lịch sử, triết học và nhà giáo Việt Nam (s. 1911)
  - A.T.Q. Stewart, nhà sử học, giáo viên và viện sĩ người Bắc Ireland (s. 1929)

## Giải Nobel
- Hóa học – Richard F. Heck, Ei-ichi Negishi và Akira Suzuki
- Kinh tế – Peter A. Diamond, Dale T. Mortensen and Christopher A. Pissarides
- Văn học – Mario Vargas Llosa
- Vật lý – Andre Geim và Konstantin Novoselov
- s. lý học hoặc Y học – Robert G. Edwards
- Hòa bình: Lưu Hiểu Ba